# Jakob Silfverberg
Pour les articles homonymes, voir Silfverberg.
Jakob Silfverberg (né le 13 octobre 1990 à Gävle en Suède) est un joueur professionnel suédois de hockey sur glace. Il joue au poste d'attaquant. Il est le fils du joueur Jan-Erik Silfverberg.

## Biographie

### Carrière en club
Formé au Brynäs IF, il débute dans l'Elitserien en 2008-2009. Lors du repêchage d'entrée dans la LNH 2009, il est choisi au deuxième tour en 39e position au total par les Sénateurs d'Ottawa. Au cours du repêchage d'entrée dans la KHL 2010, il est sélectionné au deuxième tour à la 46e place par le HK CSKA Moscou. Il est nommé capitaine du Brynäs IF en 2011-2012. L'équipe remporte l'Elitserien. Silfverberg marque le but du titre face au Skellefteå AIK. La saison terminée, il part en Amérique du Nord et s'aligne avec les Sénateurs. Il joue son premier match dans la LNH le 23 avril 2012 face aux Rangers de New York. Il marque son premier but dans la LNH lors de la rencontre face aux Panthers de la Floride le 21 janvier 2013 avec une victoire 4 à 0. Le 5 juillet 2013, il est échangé aux Ducks d'Anaheim dans un échange impliquant Bobby Ryan.

### Carrière internationale
Il représente la Suède au niveau international. Il a participé aux sélections jeunes.

## Statistiques

### En club
| Saison     | Équipe                 | Ligue         |     | Saison régulière | Saison régulière | Saison régulière | Saison régulière | Saison régulière |    | Séries éliminatoires | Séries éliminatoires | Séries éliminatoires | Séries éliminatoires | Séries éliminatoires |
| Saison     | Équipe                 | Ligue         | PJ  | B                | A                | Pts              | Pun              | PJ               | B  | A                    | Pts                  | Pun                  |                      |                      |
| 2006-2007  | Brynäs IF              | J20 Superelit | 6   | 1                | 3                | 4                | 0                |                  |    |                      |                      |                      |                      |                      |
| 2007-2008  | Brynäs IF              | J20 Superelit | 30  | 8                | 12               | 20               | 8                | 7                | 3  | 0                    | 3                    | 2                    |                      |                      |
| 2008-2009  | Brynäs IF              | J20 Superelit | 30  | 14               | 24               | 38               | 6                | 7                | 1  | 5                    | 6                    | 4                    |                      |                      |
| 2008-2009  | Brynäs IF              | Elitserien    | 16  | 3                | 1                | 4                | 2                | 4                | 0  | 0                    | 0                    | 2                    |                      |                      |
| 2009-2010  | Brynäs IF              | J20 Superelit | 1   | 1                | 1                | 2                | 0                | 3                | 3  | 2                    | 5                    | 0                    |                      |                      |
| 2009-2010  | Brynäs IF              | Elitserien    | 48  | 8                | 8                | 16               | 4                | 5                | 1  | 1                    | 2                    | 2                    |                      |                      |
| 2010-2011  | Brynäs IF              | Elitserien    | 53  | 18               | 16               | 34               | 16               | 5                | 0  | 4                    | 4                    | 2                    |                      |                      |
| 2011-2012  | Brynäs IF              | Elitserien    | 49  | 24               | 30               | 54               | 10               | 17               | 13 | 7                    | 20                   | 4                    |                      |                      |
| 2011-2012  | Sénateurs d'Ottawa     | LNH           | -   | -                | -                | -                | -                | 2                | 0  | 0                    | 0                    | 2                    |                      |                      |
| 2012-2013  | Senators de Binghamton | LAH           | 34  | 13               | 16               | 29               | 2                | -                | -  | -                    | -                    | -                    |                      |                      |
| 2012-2013  | Sénateurs d'Ottawa     | LNH           | 48  | 10               | 9                | 19               | 12               | 10               | 2  | 2                    | 4                    | 2                    |                      |                      |
| 2013-2014  | Ducks d'Anaheim        | LNH           | 52  | 10               | 13               | 23               | 12               | 13               | 2  | 0                    | 2                    | 4                    |                      |                      |
| 2014-2015  | Ducks d'Anaheim        | LNH           | 81  | 13               | 26               | 39               | 24               | 16               | 4  | 14                   | 18                   | 16                   |                      |                      |
| 2015-2016  | Ducks d'Anaheim        | LNH           | 82  | 20               | 19               | 39               | 32               | 7                | 0  | 5                    | 5                    | 6                    |                      |                      |
| 2016-2017  | Ducks d'Anaheim        | LNH           | 79  | 23               | 26               | 49               | 20               | 17               | 9  | 5                    | 14                   | 6                    |                      |                      |
| 2017-2018  | Ducks d'Anaheim        | LNH           | 77  | 17               | 23               | 40               | 18               | 4                | 1  | 1                    | 2                    | 2                    |                      |                      |
| 2018-2019  | Ducks d'Anaheim        | LNH           | 73  | 24               | 19               | 43               | 28               | -                | -  | -                    | -                    | -                    |                      |                      |
| 2019-2020  | Ducks d'Anaheim        | LNH           | 66  | 21               | 18               | 39               | 14               | -                | -  | -                    | -                    | -                    |                      |                      |
| 2020-2021  | Ducks d'Anaheim        | LNH           | 47  | 8                | 8                | 16               | 18               | -                | -  | -                    | -                    | -                    |                      |                      |
| 2021-2022  | Ducks d'Anaheim        | LNH           | 53  | 5                | 16               | 21               | 30               | -                | -  | -                    | -                    | -                    |                      |                      |
| 2022-2023  | Ducks d'Anaheim        | LNH           | 81  | 10               | 16               | 26               | 32               | -                | -  | -                    | -                    | -                    |                      |                      |
| 2023-2024  | Ducks d'Anaheim        | LNH           | 81  | 7                | 12               | 19               | 24               | -                | -  | -                    | -                    | -                    |                      |                      |
| 2024-2025  | Brynäs IF              | SHL           | 52  | 23               | 24               | 47               | 0                | 17               | 7  | 6                    | 13                   | 2                    |                      |                      |
| Totaux LNH | Totaux LNH             | Totaux LNH    | 820 | 168              | 205              | 373              | 264              | 69               | 18 | 27                   | 45                   | 38                   |                      |                      |

### En équipe nationale
| Année | Compétition                          |   | PJ | B | A | Pts | Pun | +/-                        |  | Résultat |
| 2008  | Championnat du monde moins de 18 ans | 5 | 1  | 2 | 3 | 2   | +3  | 4e place                   |  |          |
| 2010  | Championnat du monde junior          | 6 | 3  | 2 | 5 | 0   | +5  | Médaille de bronze         |  |          |
| 2011  | Championnat du monde                 | 9 | 0  | 1 | 1 | 2   | +1  | Médaille d'argent          |  |          |
| 2012  | Championnat du monde                 | 8 | 2  | 0 | 2 | 2   | -1  | 6e place                   |  |          |
| 2014  | Jeux olympiques                      | 6 | 0  | 1 | 1 | 2   | +1  | Médaille d'argent          |  |          |
| 2016  | Coupe du monde                       | 4 | 0  | 0 | 0 | 2   | +1  | Défaite en demi-finale     |  |          |
| 2023  | Championnat du monde                 | 8 | 0  | 0 | 0 | 0   | 0   | Défaite en quart de finale |  |          |

## Trophées et honneurs personnels

### Elitserien
- 2012 : remporte le Guldhjälmen
- 2012 : remporte le Guldpucken
- 2012 : remporte le Rinkens riddare

### Ligue nationale de hockey
- 2019-2020 : invité au 65e Match des étoiles de la LNH mais n'y participe pas en raison de la naissance de son enfant[4]